# فايتوميناديون
فايتوميناديون، يُعرف أيضاً باسم فيتامين ك أو فايلوكوينون وهو عبارة عن فيتامين يوجد في الطعام ويستخدم كمكمل غذائي. يستخدم المكمل الغذائي لعلاج عدة اعتلالات تتعلق بالنزيف. يتضمن ذلك علاج مشكلة الجرعة الزائدة من الوارفارين , ونقص فيتامين ك , وعلاج اليرقان ويستخدم أيضاً لعلاج والوقاية من أمراض النزيف المتعلقة بالأطفال حديثي الولادة. يتم أخذ العلاج عن طريق الفم أو الحقن تحت الجلد. يكون الحقن إما في الوريد أو العضل ويستخدم إذا كانت الطرق الأخرى غير ممكنة.
يمكن ملاحظة الأثر الجانبي للعلاج خلال ساعتين في حال تم إعطاؤه عن طريق الحقن.أهم الأعراض الجانبية الناتجة عن إعطاء الدواء عن طريق الحقن هو الألم في موضع الحقن، كذلك التغير في الطعم.أيضا تفاعلات الحساسية المفرطة قد تحدث في حالة الحقن في الوريد أو العضل. لا يوجد دراسات واضحة فيما يتعلق إذا كان آمن للاستخدام للنساء الحوامل، ولكن لا مشاكل في استخدامه من قبل المرضعات. مبدأ عمل الدواء هو أنه بزود الجسم بالمكونات الضرورية حتى يتم تصنيع عوامل تخثر الدم. هناك مصادر مختلفة لفيتامين ك تتضمن الخضراوات الورقية و زيت الخضراوات وبعض الفواكه.
فايتوميناديون تم استخلاصه لأول مرة عام 1939. وتم تصنيفه في (قائمة العلاجات الأساسية في منظمة الصحة العالمية) كأكثر العلاجات فاعلية وأمان المستخدمة في النظام الصحي. يقدّر سعر الجملة للمنتج في الدول النامية حوالي 0.11 إلى 1.27 دولار أمريكي للعلبة سعة 10 ملي غرام.
في الولايات المتحدة الأمريكية تبلغ كلفة دورة العلاج أقل من 25 دولار.في عام 1943 حاز كل من ايدوارد دويسي وهينريك دام على جائزة نوبل في اكتشافهم للدواء.

## المصطلحات
الفايتوميناديون يعرف أيضا باسم فيلوكوينون أو فيتامين K، فايتوميناديون أو فايتوناديون.
أحيانا قد يكون هناك اختلاف بين مصطلح فيلوكوينون والذي يعتبر مادة طبيعية ومصطلح فايتوناديون الذي يعتبر مادة صناعية.
التصاوغ الفراغي لفيلوكوينون يسمى فيتامين k1 (لاحظ الاختلاف في الحروف الكبيرة)

## الكيمياء
فيتامين ك يعتبر من الفيتامينات الذائبة في الوسط الدهني، وهو مقاوم للهواء والرطوبة لكنه يتلف عند التعرض لأشعة الشمس. هو كيتون أروماتي متعدد الحلقات يتكون من 2-methyl-1,4-naphthoquinone مع 3-phytyl substituent.
يوجد بشكل طبيعي في نطاق واسع من النباتات الخضراء خاصة في الأوراق حيث انها من خلال عملية البناء الضوئي تستقبل إلكترون مشكّلة بذلك جزء من سلسلة انتقال الإلكترونات في النظام الضوئي (1).
فيلوكوينون يعتبر الجزء الذي يستقبل الإلكترون أثناء عملية البناء الضوئي مشكلا بذلك جزء من سلسلة انتقال الإلكترونات في النظام الضوئي (1).
الوظيفة المعروفة الأساسية لفيتامين ك في الحيوانات انه عامل مساعد في صناعة عامل التخثر 2 (ثرومبين) و 7 و 9 و 10 في الكبد. كما انه يستخدم في صناعة بروتينات S و C المضادة للتخثر. يستخدم عادة في علاج سمية الوارفارين ومضاد لسمية coumatetralyl.
فيتامين ك مهم في تكوين بروتينات العظام